# Lukas Lekavičius
Lukas Lekavičius (nacido el 30 de marzo de 1994 en Šilalė, Lituania) es un jugador de baloncesto lituano. Con 1.83 metros de estatura, juega en la posición de base en las filas del Žalgiris Kaunas.

## Trayectoria

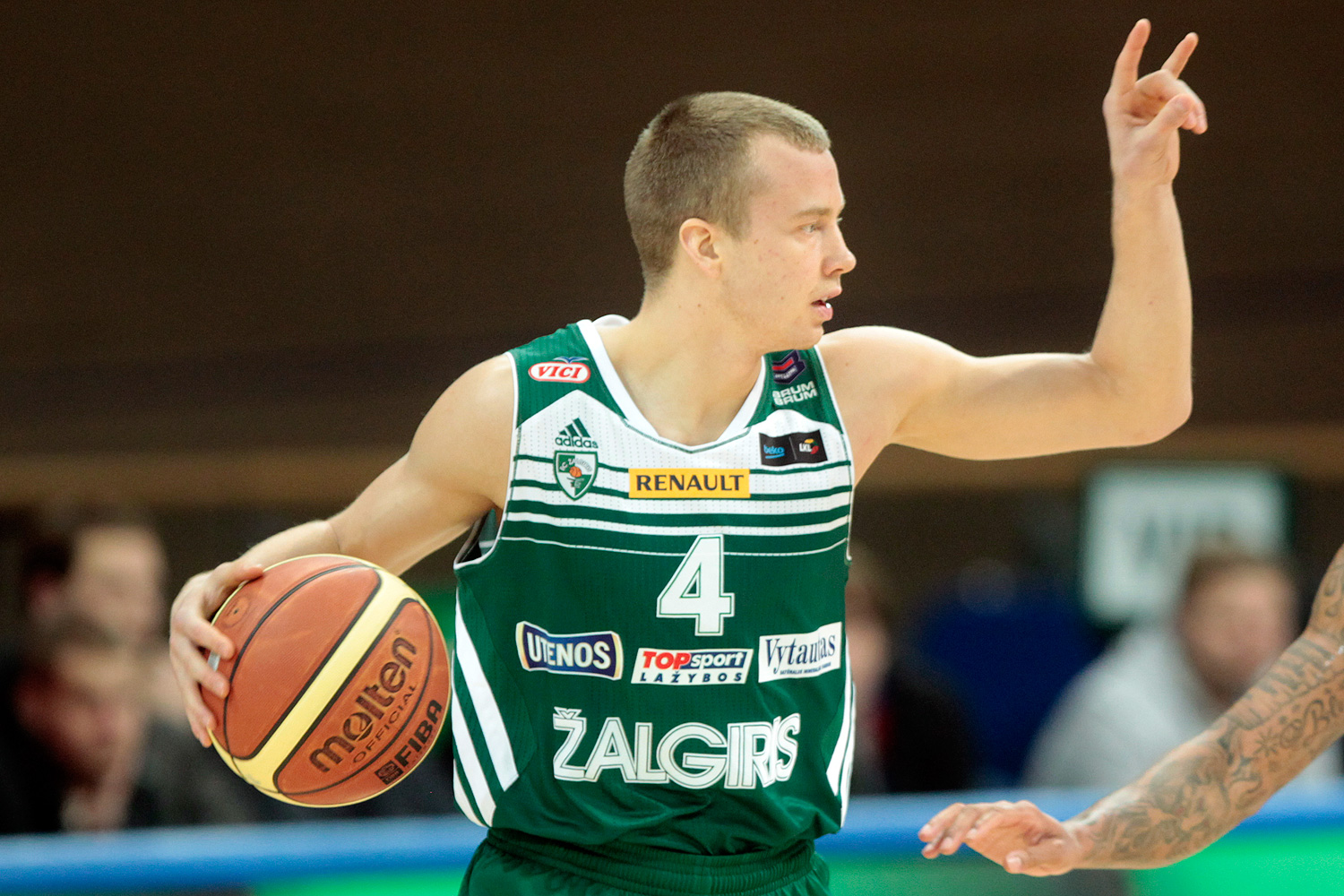
Lukas Lekavičius con Zalgiris en 2015.

[actualizar]

### Selección nacional
Ha disputado los siguientes eventos con su selección:
- Eurobasket 2015.
- Copa Mundial de Baloncesto de 2019.

En septiembre de 2022 disputó con el combinado absoluto lituano el EuroBasket 2022, finalizando en decimoquinta posición.